# Estrées-lès-Crécy
Estrées-lès-Crécy is een gemeente in het Franse departement Somme (regio Hauts-de-France) en telt 370 inwoners (2005). De plaats maakt deel uit van het arrondissement Abbeville.

## Geografie
De oppervlakte van Estrées-lès-Crécy bedraagt 11,0 km², de bevolkingsdichtheid is 33,6 inwoners per km².
De onderstaande kaart toont de ligging van Estrées-lès-Crécy met de belangrijkste infrastructuur en aangrenzende gemeenten.

## Demografie
Onderstaande figuur toont het verloop van het inwonertal (bron: INSEE-tellingen).